# Gaztelu (Guipúzcoa)
Gaztelu es un municipio español situado en el este de la provincia de Guipúzcoa (País Vasco, España), a unos 33 km de la capital, San Sebastián y a 7 km de Tolosa, capital comarcal. El municipio se sitúa cerca del límite con Navarra, junto a una ruta de comunicación local secundaria, lo que ha contribuido a cierto aislamiento y al mantenimiento del carácter rural del municipio. 
El municipio es muy pequeño, contaba con 166 habitantes a principio de 2008 y una extensión de 9,15 km². El pueblo está compuesto por un modesto núcleo que se articula en torno a la iglesia parroquial, el ayuntamiento y el frontón. La población vive principalmente diseminada en los caseríos más o menos dispersos en torno a este núcleo.
La principal actividad económica del municipio es la agrícola, aunque buena parte de sus habitantes trabaja en la industria y servicios de las localidades vecinas. En el pueblo existe un albergue municipal.
Más del 90 % de la población domina el euskera y el municipio está asociado a la Udalerri Euskaldunen Mankomunitatea (Mancomunidad de Municipios Vascoparlantes).

## Toponimia
Gaztelu significa 'castillo' en lengua vasca. Existía la opinión extendida de que el nombre del pueblo provenía de una  fortaleza fronteriza medieval que se habría ubicado en los alrededores del monte Uli, en la frontera con Navarra, y no muy lejos del actual pueblo; pero lo cierto es que no se han localizado vestigios de este hipotético castillo fronterizo. Lo que sí se han encontrado restos, es de un yacimiento fortificado o castro de la Edad del Hierro en el vecino monte Erroizpe, lo que podría ser el origen último del nombre del municipio.

## Historia
Como otras pequeñas aldeas de la zona, Gaztelu se unió a la villa de Tolosa en 1374, como forma de protegerse de los ataques de los banderizos. Siglos más tarde, desaperecido este peligro, Gaztelu intentó separarse de nuevo de la villa, pero no lo logró hasta 1845, con la aprobación de la Ley de Ayuntamientos. Posteriormente, entre 1966 y 1995, Gaztelu estuvo unido al vecino pueblo de Leaburu formando el municipio de Leaburu-Gaztelu que se separó en 1995, a requerimiento de los vecinos de Gaztelu.

## Demografía
Gaztelu cuenta con una población de 169 habitantes (INE 2024).
| Gráfica de evolución demográfica de Gaztelu entre 1842 y 2021 |
| |
| Población de derecho según los censos de población del INE Población de hecho según los censos de población del INEEntre el censo de 1970 y el anterior, este municipio desaparece porque se agrupa en el municipio Leaburu Gaztelu Entre el censo de 2001 y el anterior, aparece este municipio porque se segrega del municipio Leaburu-Gaztelu |

## Administración y política
| Partido político                            | 2015  | 2015       | 2011  | 2011       | 2007  | 2007       | 2003        | 2003        | 1999  | 1999       | 1995  | 1995       |
| Partido político                            | %     | Concejales | %     | Concejales | %     | Concejales | %           | Concejales  | %     | Concejales | %     | Concejales |
| Euskal Herria Bildu (EH Bildu)-Bildu        | 57,14 | 4          | 55,93 | 4          | —     | —          | —           | —           | —     | —          | —     | —          |
| Udaberri Taldea (UT)                        | 36,73 | 1          | 38,14 | 1          | —     | —          | —           | —           | —     | —          | —     | —          |
| Itturaundi (IT)                             | —     | —          | —     | —          | 60,15 | 4          | 56,45       | 4           | —     | —          | —     | —          |
| Gaintzako Herritarrak (GH)                  | —     | —          | —     | —          | 36,09 | 1          | —           | —           | —     | —          | —     | —          |
| Gazteleku Herritarrak (GH)                  | —     | —          | —     | —          | —     | —          | 41,94       | 1           | 50,41 | 4          | 56,14 | 4          |
| Euskal Herritarrok (EH)-Herri Batasuna (HB) | —     | —          | —     | —          | —     | —          | Ilegalizado | Ilegalizado | 47,11 | 1          | 42,98 | 1          |

## Personas destacadas
- Juan Ignacio Goicoechea Olaondo (1908-1983): sacerdote y escritor en lengua vasca.[10]
- Andoni Goikoetxea Gabirondo (1971): campeón de Euskadi de segalaris (segadores) en 2006 y miembro de la organización terrorista ETA.[11]